# پل وست
پائول وست (انگلیسی: Paul West; ۲۳ فوریهٔ ۱۹۳۰ – ۱۸ اکتبر ۲۰۱۵) شاعر، رمان‌نویس و نویسنده اهل بریتانیا بود.